# Калифорнийский чапарраль
Калифорнийский чапарраль и редколесье — наземный экорегион нижней Северной, Центральной и Южной Калифорнии (США) и северо-западной Нижней Калифорнии (Мексика), расположенный на западном побережье Северной Америки. Это экорегион средиземноморских лесов, редколесий и кустарникового биома, а также часть неарктической экозоны.

## Ареал

### Три субэкорегиона
Экорегион Калифорнийский чапарраль и редколесье подразделяется на три небольших экорегиона:
- Калифорнийское побережье и чапарраль[англ.]: В южной прибрежной Калифорнии и северо-западной прибрежной Нижней Калифорнии, а также на всех островах Чаннел и острове Гуадалупе.
- Калифорнийский горный чапарраль[англ.]: К южному и центральному побережью примыкает и внутренняя Калифорния, охватывающая некоторые горы: Береговые хребты; Поперечные хребты; и западные склоны северных Полуостровных хребтов.
- Внутрикалифорнийский чапарраль и редколесье[англ.]: В центральной части внутренней Калифорнии, окружающие Калифорнийскую долину, покрывающие Поперечные хребты и предгорья Сьерра-Невады.

### Местоположение
Бо́льшая часть населения Калифорнии и Нижней Калифорнии живёт в этих экорегионах, которые включают в себя район залива Сан-Франциско, округ Вентура, район Большого Лос-Анджелеса, округ Сан-Диего и Тихуану.
Экорегион лугов Центральной Калифорнии, а также хвойные леса Сьерра-Невады, прибрежные леса Северной Калифорнии и леса Klamath-Siskiyou в Северной Калифорнии и Юго-западном Орегоне имеют много общего с растениями и животными с Калифорнийского чапарраля и редколесья. Многие ботаники рассматривают Калифорнийский чапарраль и редколесья, леса Сьерра-Невады, леса Кламат-Сискию и прибрежные леса Северной Калифорнии, как единую флористическую провинцию Калифорнии, исключая пустыни Восточной Калифорнии, которые принадлежат к другим флористическим провинциям. Многие биорегионалисты, включая поэта Гэри Снайдера, определяют центральные и северные Прибрежные хребты, Кламат-Сискию, Центральную долину и Сьерра-Неваду, как биорегион Шаста или биорегион Верхняя Калифорния.

## Флора
Экорегион включает в себя большое разнообразие растительных сообществ, включая луга, дубовые саванны и редколесья, чапараль и хвойные леса, в том числе южные насаждения высокорослых секвой (Sequoia sempervirens). Флора этого экорегиона также включает в себя такие виды деревьев, как сосна Сабина (Pinus sabiniana), кустарниковый дуб (Quercus dumosa), конский каштан калифорнийский (Aesculus californica), редкий кипарис калифорнийский (Cupressus goveniana), редкий кипарис крупноплодный (Cupressus macrocarpa), и множество эндемичных видов растений, включая чрезвычайно редкую (Dudlea densiflora), (Cercocarpus traskiae), а также находящуюся под угрозой исчезновения (Streptanthus albidus ssp. Peramoenus). Hesperoyucca whipplei, в просторечии известная как Чапарральская юкка, широко распространена на более низких высотах климатической зоны.
Существует два типа чапарраля: мягкий и жесткий чапарраль. Жесткий чапарраль, как правило, вечнозеленый, расположен на более высоком уровне и по нему труднее пройти. Мягкий чапарраль имеет тенденцию зарастать лиственными растением, жить на более низких высотах и, как правило, легче проходить через него.

## Фауна
К видам, проживающим в данном типе местности, относятся калифорнийская комароловка (Polioptila californica), калипта Коста (Calypte costae), береговая жабовидная ящерица (Phrynosoma coronatum) и калифорнийский удав (Lichanura trivirgata). Другие животные, найденные здесь — это кенгуровый прыгун Хирмана (Dipodomys heermanni), узкомордый кенгуровый прыгун (Dipodomys venustus) и находящийся под угрозой исчезновения белоухий мешотчатый прыгун (Perognathus alticola).
Ещё одним заметным насекомым, обитающим в этом экорегионе, является дождевой жук (Pleocoma sp.) Он проводит до нескольких лет, живя под землей в личиночной стадии и появляется только во время дождей влажного сезона, чтобы спариться.

## Пожар
Чапарраль, как и большинство средиземноморских кустарников, обладает высокой огнестойкостью и исторически горел с высокой степенью тяжести каждые 30-100 лет. Исторически сложилось так, что коренные американцы сжигали чапарраль, чтобы увеличивать территории под посев для производства текстиля и продуктов питания. Несмотря на то, что растительные сообщества чапарраля приспособлены к редким пожарам, они могут быть уничтожены частыми пожарами, особенно при засухе, вызванной изменением климата. Сегодня, частое случайное возгорание может преобразовать чапарраль из местного кустарника в естественный однолетний луг и резко сократить разнообразие видов, особенно в условиях засухи глобального типа. Исторический интервал лесных пожаров для сообществ чапарраля раньше составлял 30-50 лет, но теперь из-за вмешательства человека сократился до 5-10 лет.

## Влияние человека
Регион сильно пострадал от выпаса скота, лесозаготовок, плотин и водозаборов, интенсивного сельского хозяйства и урбанизации, а также конкуренции со стороны многочисленных интродуцированных или экзотических видов растений и животных. Некоторые уникальные растительные сообщества, такие как прибрежные шалфейные кустарники в Южной Калифорнии, были почти полностью уничтожены сельским хозяйством и урбанизацией. В результате в регионе сейчас много редких и исчезающих видов, в том числе калифорнийский кондор (Gymnogyps californianus).